# Gallipoli
Gallipoli (grč.: Kallipolis) je grad na jugu Italije u oblasti Apuliji, kotar Lecce, na obali Jonskog mora u Tarantskom zaljevu, na zapadnoj strani poluotoka Salenta ("peta talijanske čizme").

## Povijest
Prema legendi grad je osnovao mitski kretski kralj Idomenej. Plinije Stariji osnivanje grada pripisuje galskom plemenu Senona, dok su prva naselja najvjerojatnije osnovali Mesapi. Zna se da je u antička vremena grad bio dio Velike Grčke i da je vladao širom okolicom. Godine 265. zajedno s Tarentom sukobio se s Rimom, a u sukobu je poražen. U srednjem vijeku grad su poharali Vandali i Goti, a obnovio ga je Bizant, za čije se vladavine grad ekonomski znatno razvio. Kasnije je grad prešao u vlasništvo rimskih papa.

## Vanjske poveznice

### Ostali projekti
|  | Zajednički poslužitelj ima još gradiva o temi Gallipoli |